# Безвісна відсутність
Безві́сна відсутність — встановлений у судовому порядку факт тривалої відсутності громадянина в місці його постійного проживання, коли місцезнаходження його невідоме.

## В Україні
Безвісна відсутність є фактом, що припиняє цивільну дієздатність особи (теоретично при цьому вона може вважатися живою). Фізична особа може бути визнана судом безвісно відсутньою, якщо протягом одного року в місці її постійного проживання немає відомостей про місце її перебування. У разі неможливості встановити день одержання останніх відомостей про місце перебування особи початком її безвісної відсутності вважається перше число місяця, що йде за тим, у якому були одержані такі відомості, а в разі неможливості встановити цей місяць — перше січня наступного року.
На підставі рішення суду про визнання фізичної особи безвісно відсутньою нотаріус за останнім місцем її проживання описує належне їй майно та встановлює над ним опіку. Якщо фізична особа, яка була визнана безвісно відсутньою, з'явилася або якщо одержано відомості про місце її перебування, суд скасовує рішення про визнання фізичної особи безвісно відсутньою. Суд розглядає в порядку окремого провадження справи про визнання фізичної особи безвісно відсутньою чи оголошення її померлою.